# Katharine Carroll
Pour les articles homonymes, voir Carroll.
Katharine Carroll, née le 9 mars 1981 à Nashville, dans le Tennessee, est une coureuse cycliste américaine.

## Biographie
Katharine Carroll a commencé le sport dès l'âge de cinq ans par le football, ainsi devenue plus grande elle décide de se concentrer sur le football universitaire et obtient une bourse offerte par l'Université Vanderbilt de Nashville, sa ville natale. Elle se lance dans le cyclisme à l'âge de 24 ans, un sport familial, sa maman Vida Greer pratique quatre fois par an des longues virées de 200 kilomètres en vélo. Katharine s'est lancé dans le cyclisme encouragé par les employés de son beau-père Lynn Greer qui possédait un magasin de vélo. Vida et Lynn ont créé la course Hope on Wheels le premier événement cycliste aux États-Unis d'une journée pour les femmes souhaitant trouver un remède contre le cancer du sein. Katharine habite dans la petite ville de Menlo Park en Californie, elle possède un diplôme supérieur en Histoire mais s'est d'abord reconvertit en agent immobilière dans la région de la baie de San Francisco, pour devenir en 2008 vice-présidente de Silicon Valley Pacific Union Real Estate. Katharine a une fille née en 2017.

## Palmarès sur route
- 2005
  - 2e de US 100 K Classic
- 2007
  - Athens Twilight Criterium
  - Joe Martin Stage Race :
    - Classement général
    - 1re et 4e étapes
    - 3e et 6e étapes de Mount Hood Cycling Classic
    - 6e étape du Tour cycliste de l'Ardèche
- 2008
  - 2e étape de Redlands Bicycle Classic
  - Bank of America Invitational
  - 2e du North Star Grand Prix
  - 2e de Davis Californie
  - 3e du championnat des États-Unis sur route
  - 3e de la Redlands Bicycle Classic
  - 3e de University Road Race
- 2009
  - 2e de Snelling
  - 3e de Joe Martin Stage Race
  - 3e de Santa Cruz
- 2010
  - 2e de la Redlands Bicycle Classic
  - 2e de la Sea Otter Classic (course en circuit)